# Melitograis gilolensis
El filemón estriado (Melitograis gilolensis) es una especie de ave paseriforme de la familia Meliphagidae endémica de las Molucas septentrionales, pertenecientes a Indonesia. Es la única especie del género Melitograis.

## Distribución y hábitat
Se encuentra en las islas de Halmahera, Bacan y Morotai. Su hábitat natural son los bosques húmedos tropicales y los manglares.